# Aprostocetus annulatus
Aprostocetus annulatus är en stekelart som först beskrevs av Förster 1861.  Aprostocetus annulatus ingår i släktet Aprostocetus, och familjen finglanssteklar. Arten är reproducerande i Sverige.